# Twice Upon a Time: The Singles
| Recensione | Giudizio |
| ---------- | -------- |
| AllMusic   |          |
| Select     |          |

Twice Upon a Time: The Singles è la seconda raccolta antologica dei singoli del gruppo musicale britannico Siouxsie and the Banshees, pubblicata il 13 ottobre 1992.

## Il disco
L'album riprende da dove si era fermato Once Upon a Time: The Singles, seguendone lo stesso formato e raccogliendo tutti i singoli in ordine cronologico pubblicati dalla band dal 1982 al 1992, alcuni dei quali non comparsi in alcun album (ad esempio Fireworks del 1982), con un inedito, Face to Face, scritto in collaborazione con Danny Elfman e incluso nella colonna sonora del film Batman - Il ritorno di Tim Burton.
In contemporanea venne messa in vendita con lo stesso titolo anche la raccolta dei videoclip della band in VHS.

### Accoglienza
J. D. Considine di The Baltimore Sun ha scritto che l'album "segue un percorso più contorto" di Once Upon a Time, che annota "la band passa da un vasto livello di culto a qualcosa che assomiglia all'accessibilità pop." Considine ha aggiunto che "la cosa più sorprendente di questa progressione è quanto poco il gruppo cambia il suo approccio lungo la strada."
Una recensione dell'album di The Advocate prende atto che la compilation dimostra che la band aveva fatto "musica sempre convincente", e mette in evidenza "l'abilità del gruppo nella creazione di arrangiamenti eleganti di musica non propria" come in Dear Prudence, This Wheel's on Fire e The Passenger.
In una recensione per Select, Dave Morrison ha osservato che dopo il 1982, la band "ha prodotto alcuni dei loro lavori migliori: vignette superbamente create di melodramma psichedelico tinto di dark".

## Tracce
Testi e musiche di Siouxsie and the Banshees, tranne ove indicato.
1. Fireworks - 4:23
2. Slowdive - 4:18
3. Melt! - 3:47
4. Dear Prudence - 3:51 (Lennon, McCartney)
5. Swimming Horses - 4:04
6. Dazzle - 5:30
7. Overground (dall'EP The Thorn) - 3:51
8. Cities in Dust - 4:07
9. Candyman - 3:43
10. This Wheel's on Fire - 4:03 (Dylan, Danko)
11. The Passenger - 4:09 (testo: Pop - musica: Gardner)
12. Peek-a-Boo - 3:10
13. The Killing Jar - 3:59
14. The Last Beat of My Heart (live) - 5:26
15. Kiss Them for Me - 4:29
16. Shadowtime - 4:20
17. Fear (of the Unknown) (Junior Vasquez Remix) - 4:19
18. Face To Face - 4:23 (Elfman, Siouxsie and the Banshees)

## Curiosità
- The Last Beat Of My Heart è presentata nella versione live registrata durante l'esibizione del gruppo al festival di Lollapalooza di Seattle del 1991.
- Siouxsie and the Banshees sono sempre stati ammiratori di Tim Burton, ed egli della loro musica, perciò, alla richiesta del regista di collaborare alla colonna sonora del suo film hanno accettato con entusiasmo. La canzone, ed il video che l'accompagna, sono ispirati alla fascinazione di Siouxsie, grande amante dei gatti, per il personaggio di Catwoman.
- La canzone Overground risale al primo album dei Banshees, The Scream, del 1978. Nel 1984, i Banshees pubblicarono l'EP The Thorn, in cui riproponevano riarrangiate per orchestra quattro delle loro più vecchie canzoni: Overground, Voices, Placebo Effect, Red Over White.
- Il singolo Song From The Edge Of The World (1987) non è incluso né in un alcun album né in questa raccolta.
- Fear (of the Unknown) compare come remix che è significativamente differente dal singolo originale.

## Classifica
| Classifica (1992) | Massima posizione |
| ----------------- | ----------------- |
| Regno Unito       | 26                |